# M7-es autópálya (Magyarország)

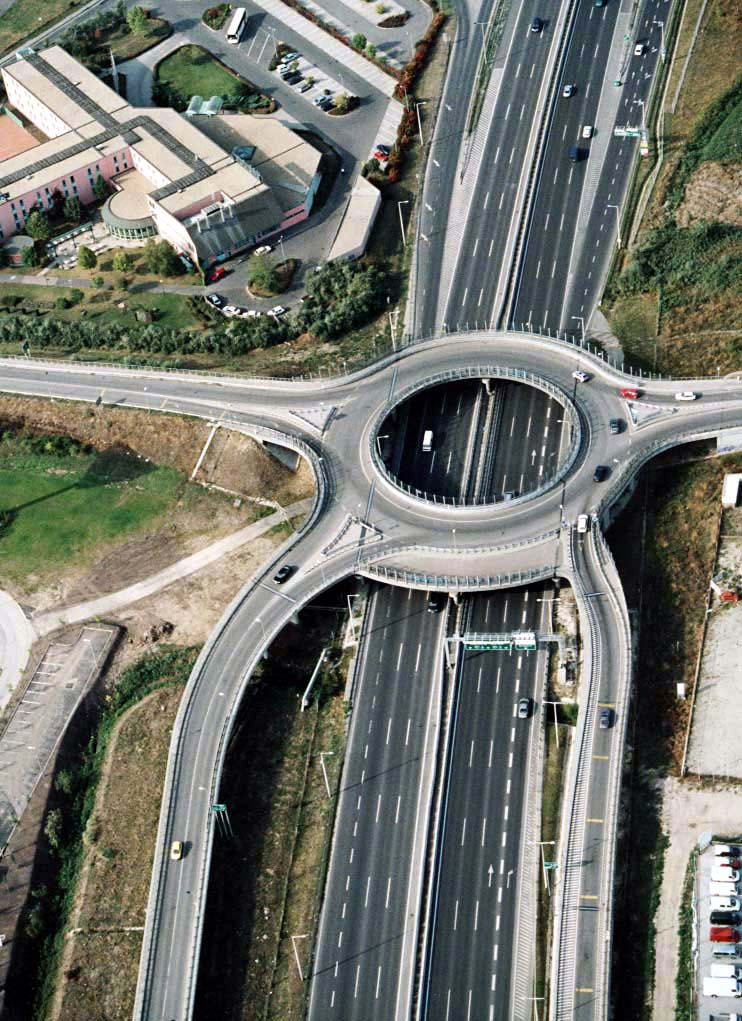
Csomópont az M7-M1-es autópálya közös szakaszán Budaörs mellett

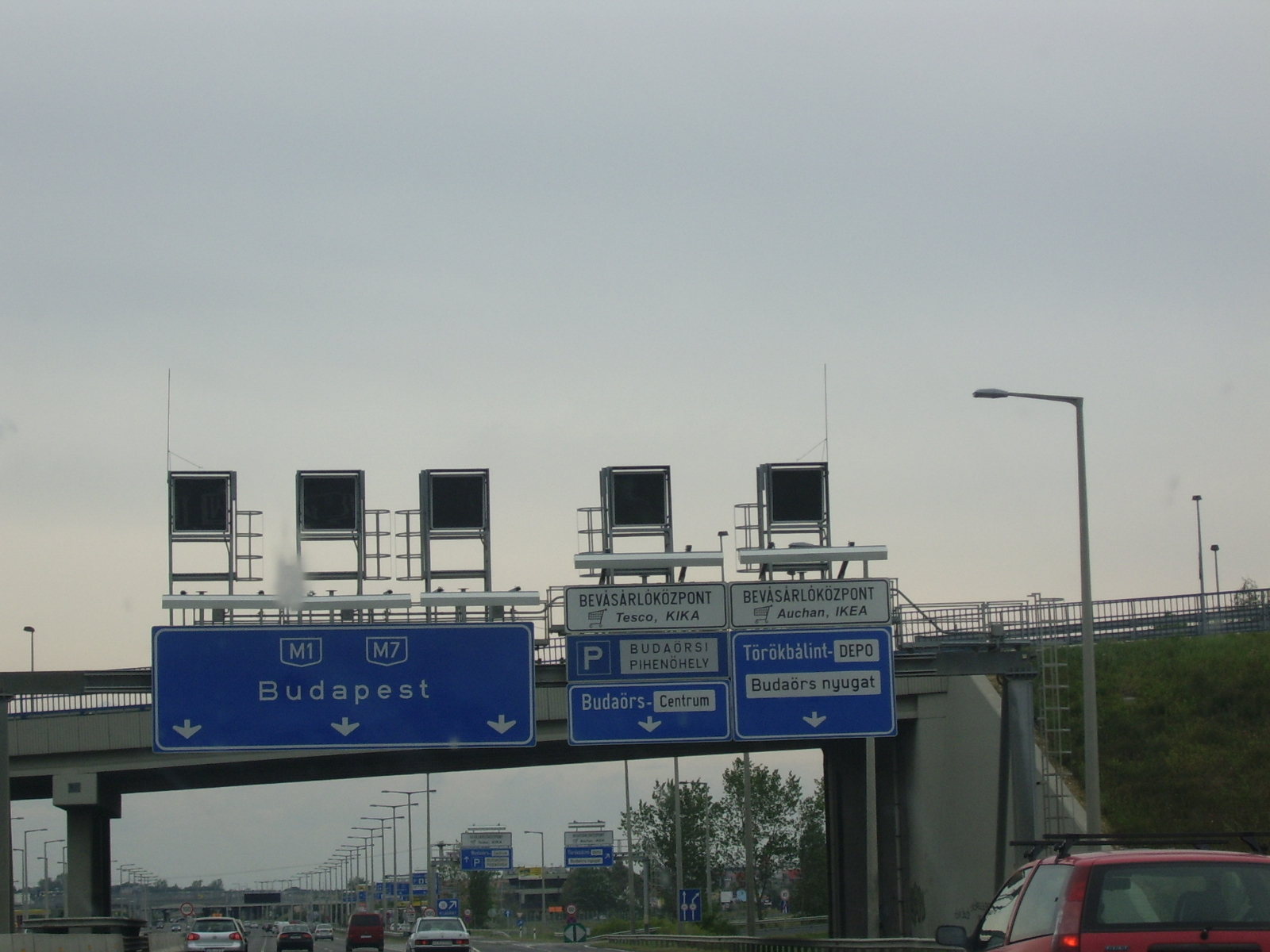
Az M1-M7 közös szakasza Budapest felé

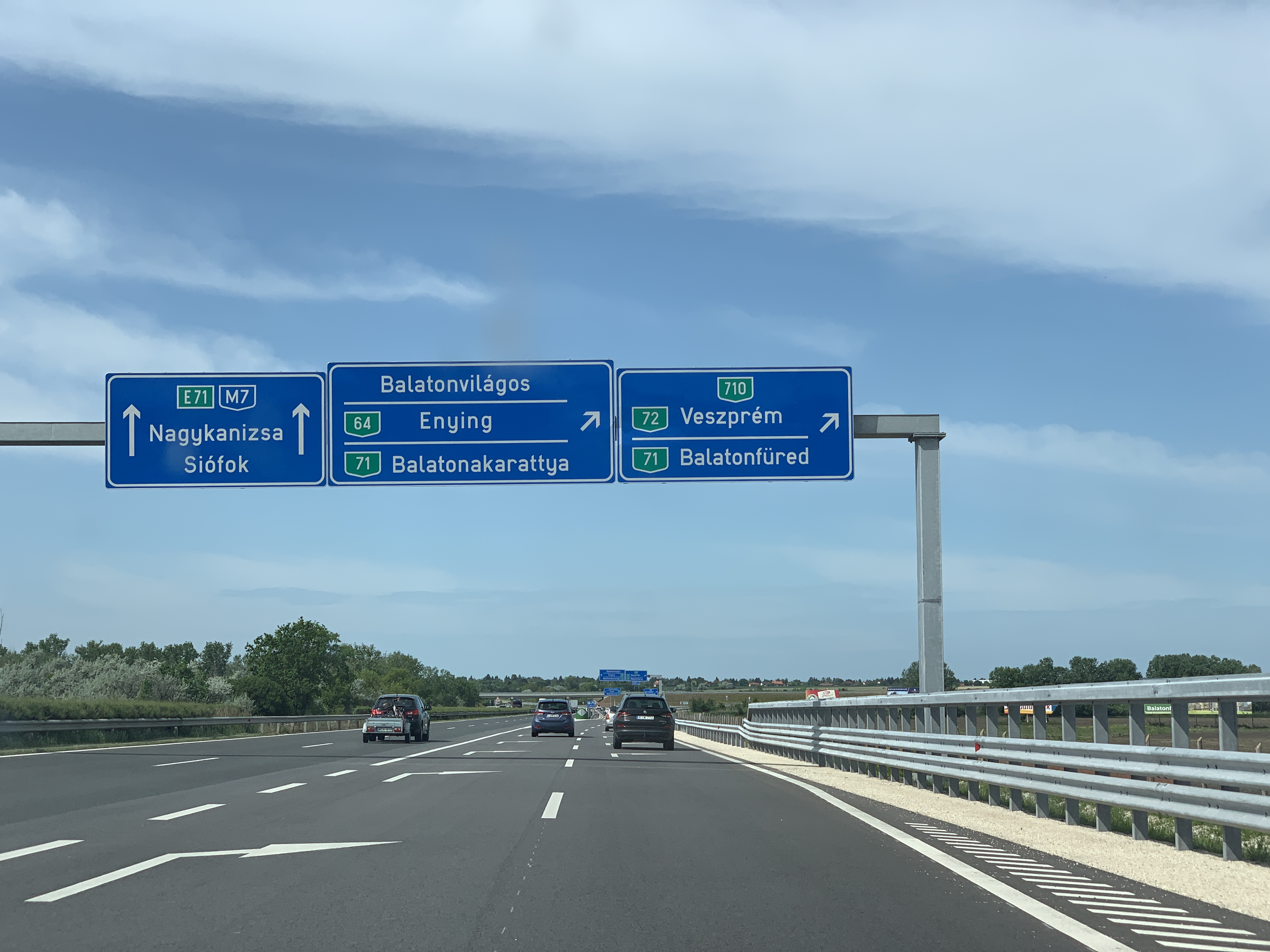
Az M7-es autópálya és a 71-es / 710-es főút csomópontja Balatonfőkajárnál

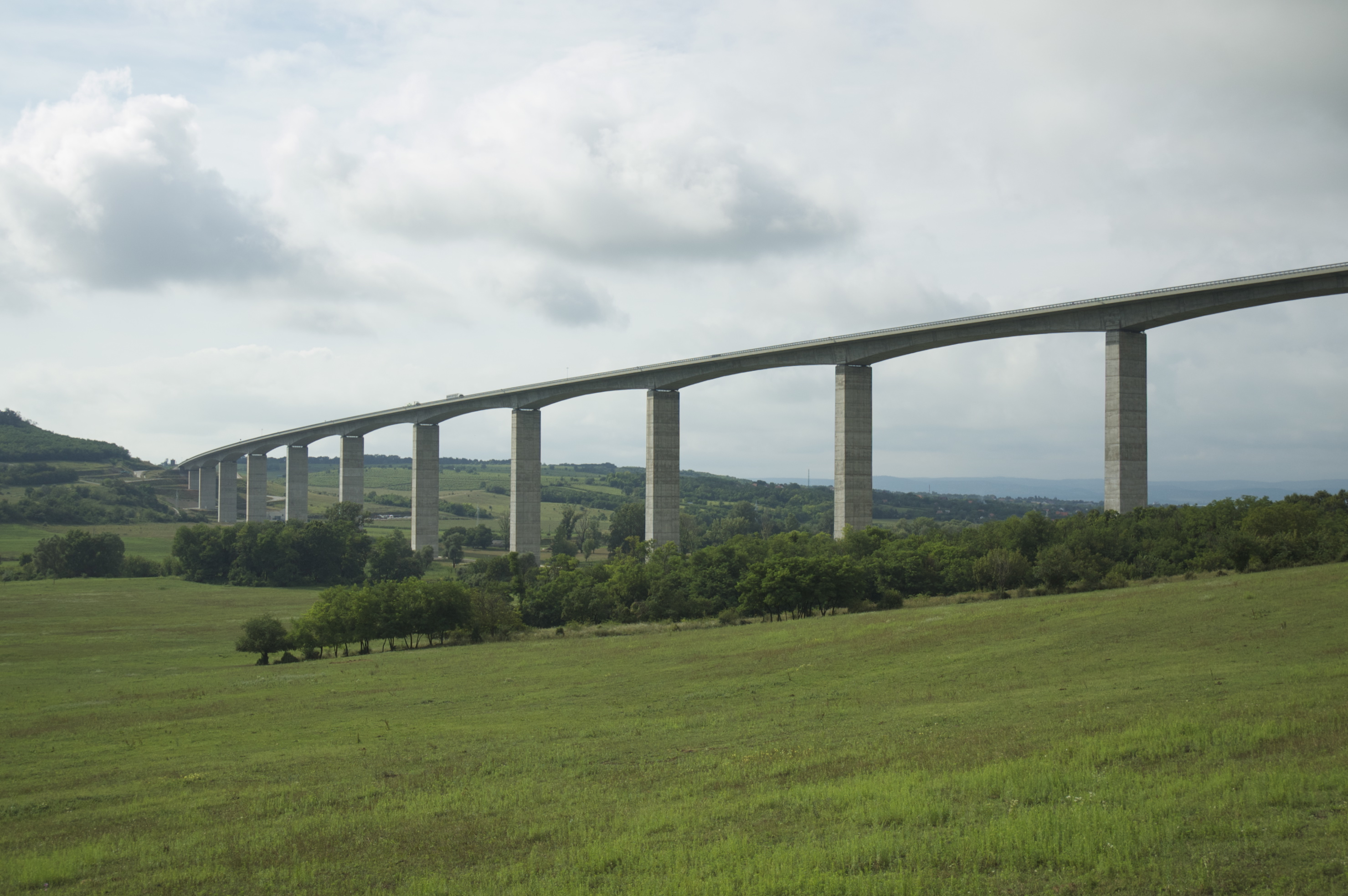
A Kőröshegyi völgyhíd

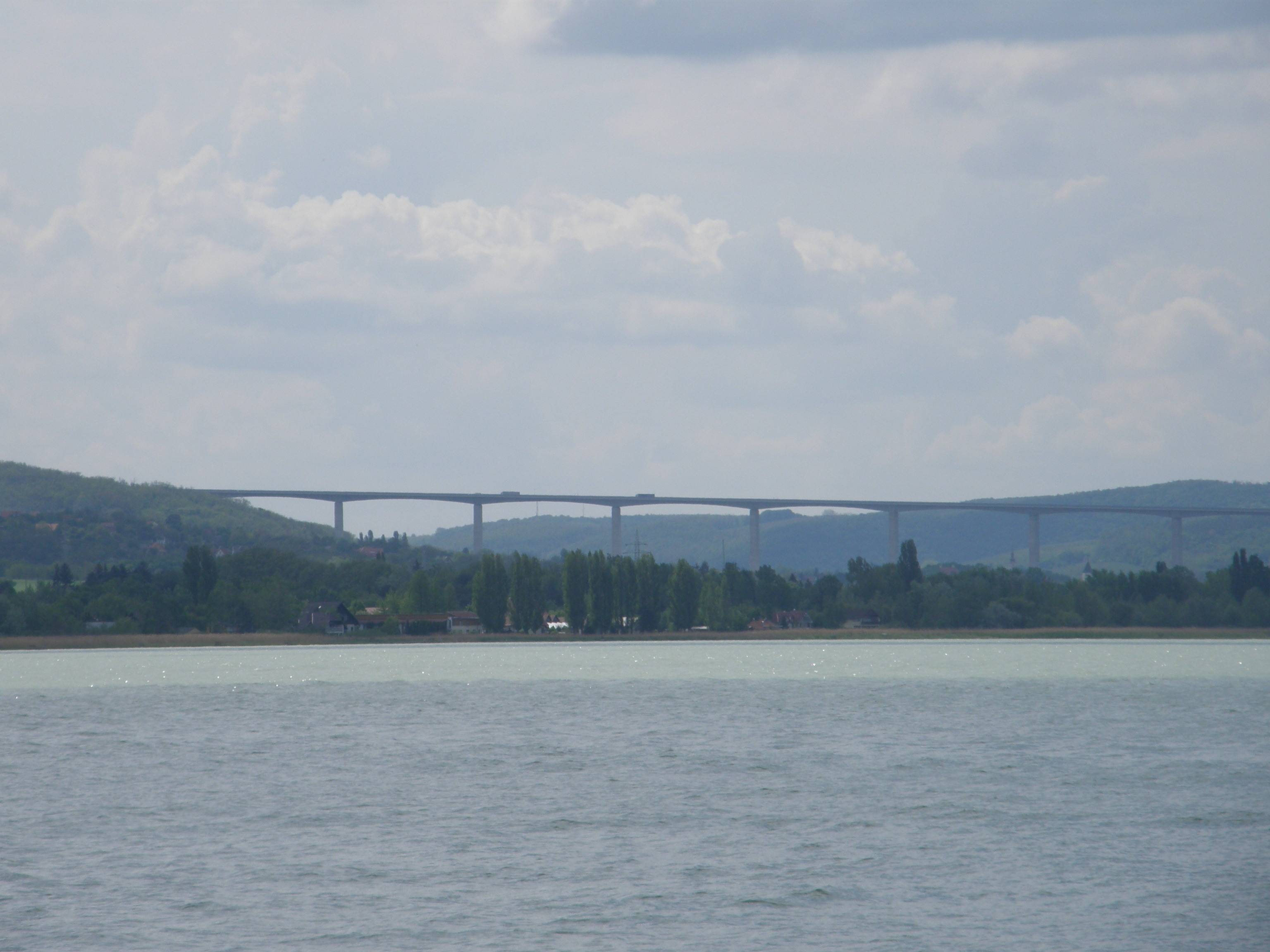
Az M7-es Kőröshegyi völgyhídja, a Balatonról

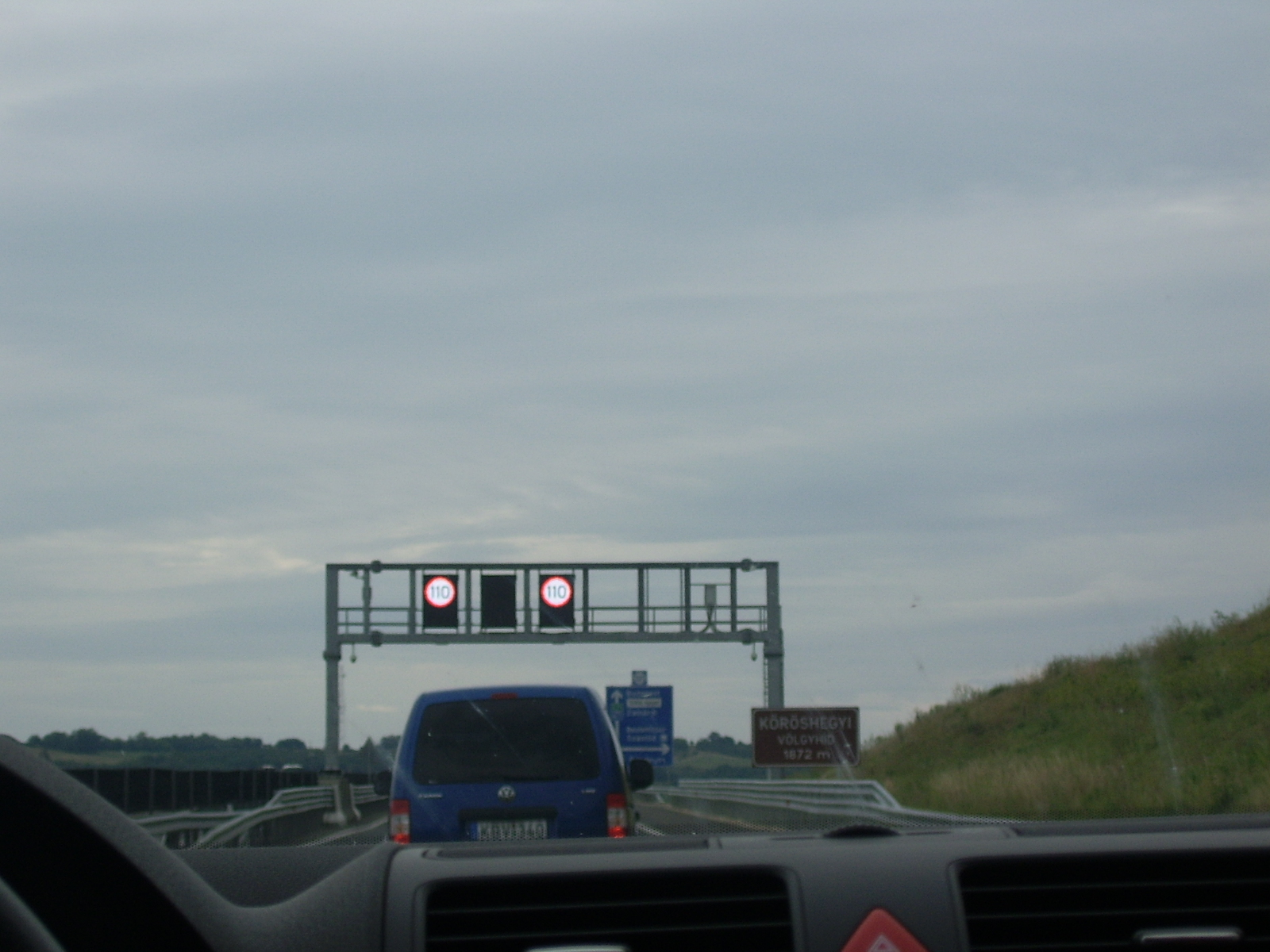
A Kőröshegyi völgyhíd Letenye felől

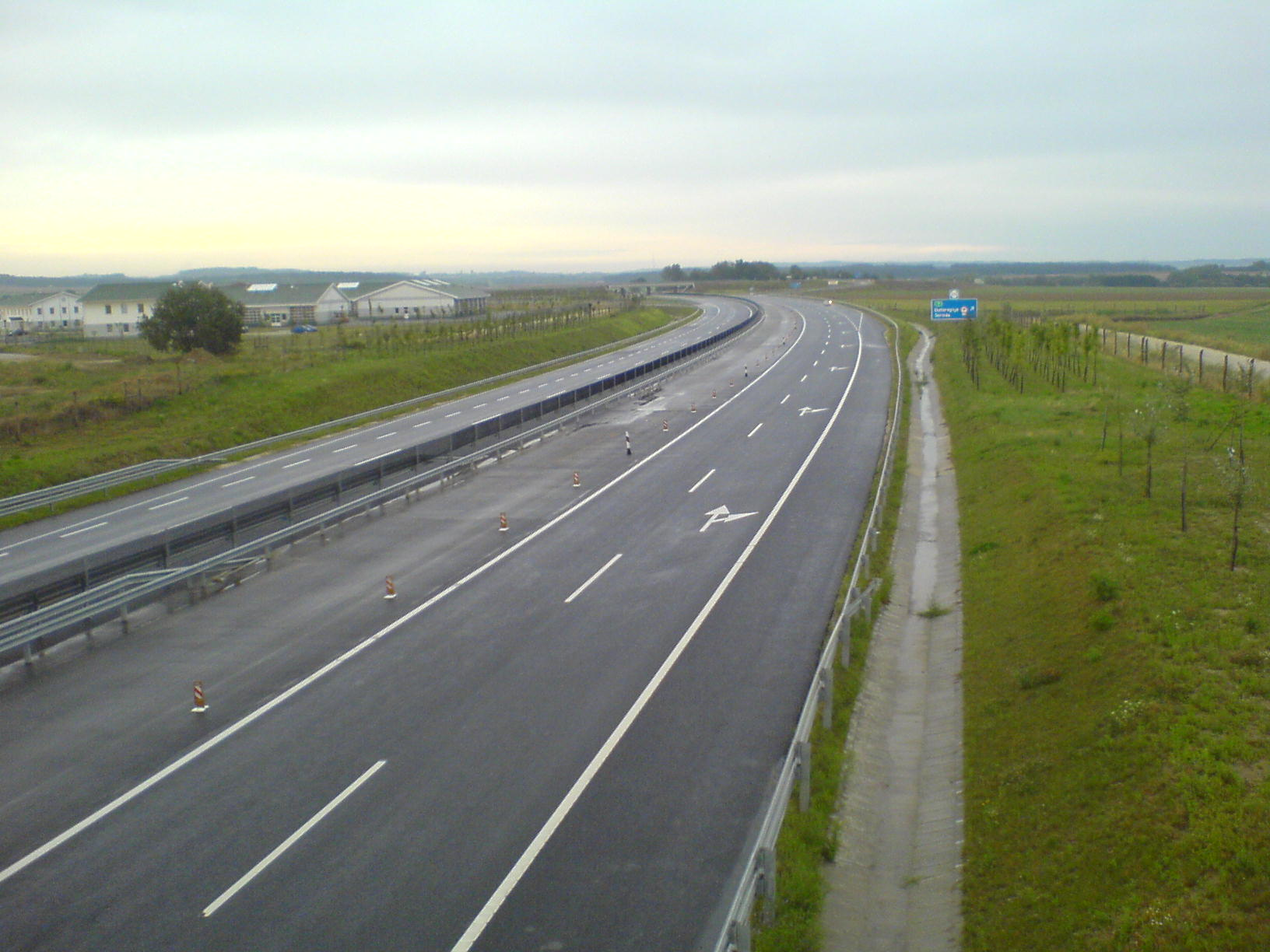
Az M7-es autópálya, háttérben az eszteregnyei autópálya-mérnökség

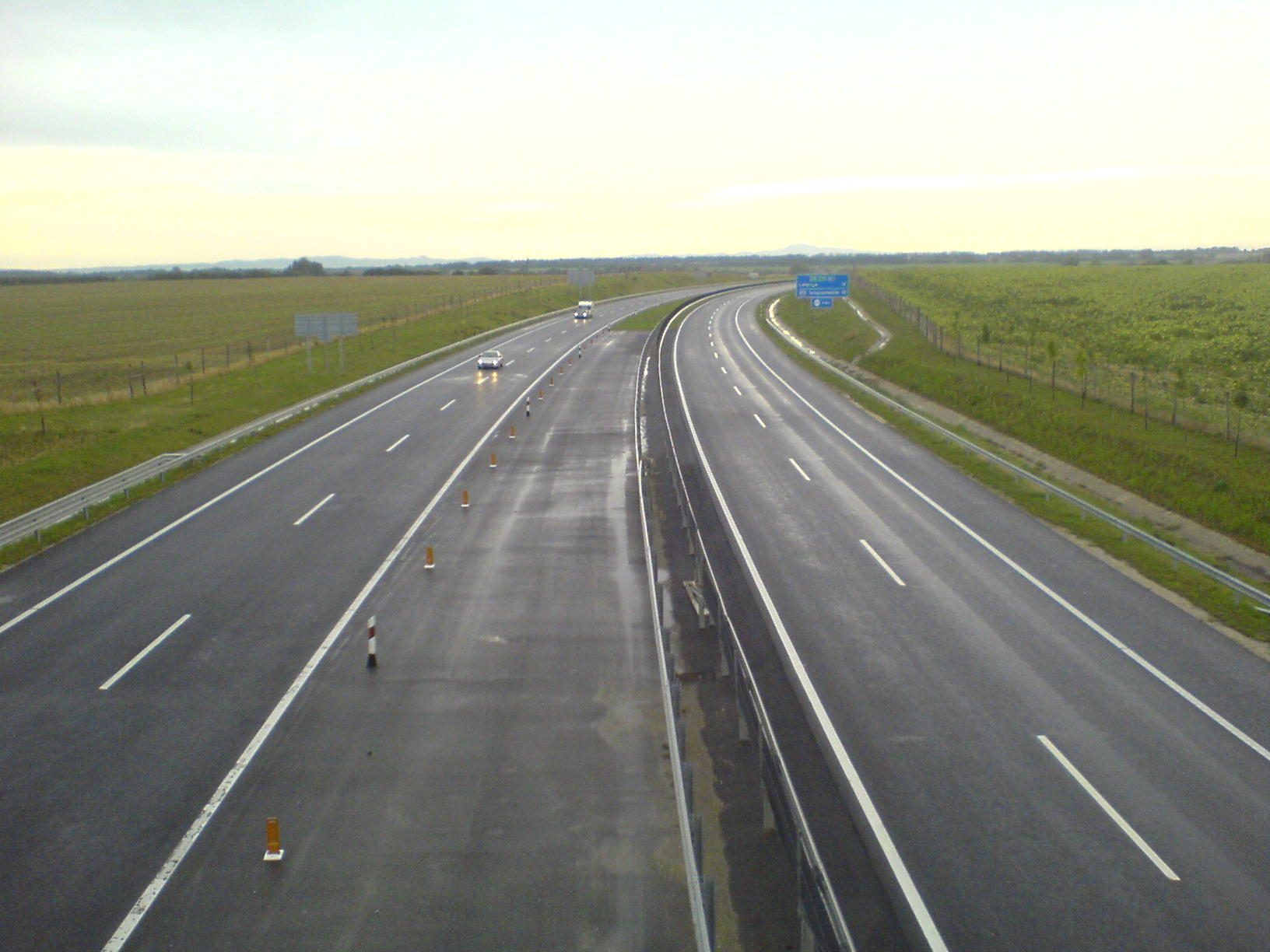
Az M7-es autópálya Eszteregnye és Becsehely között

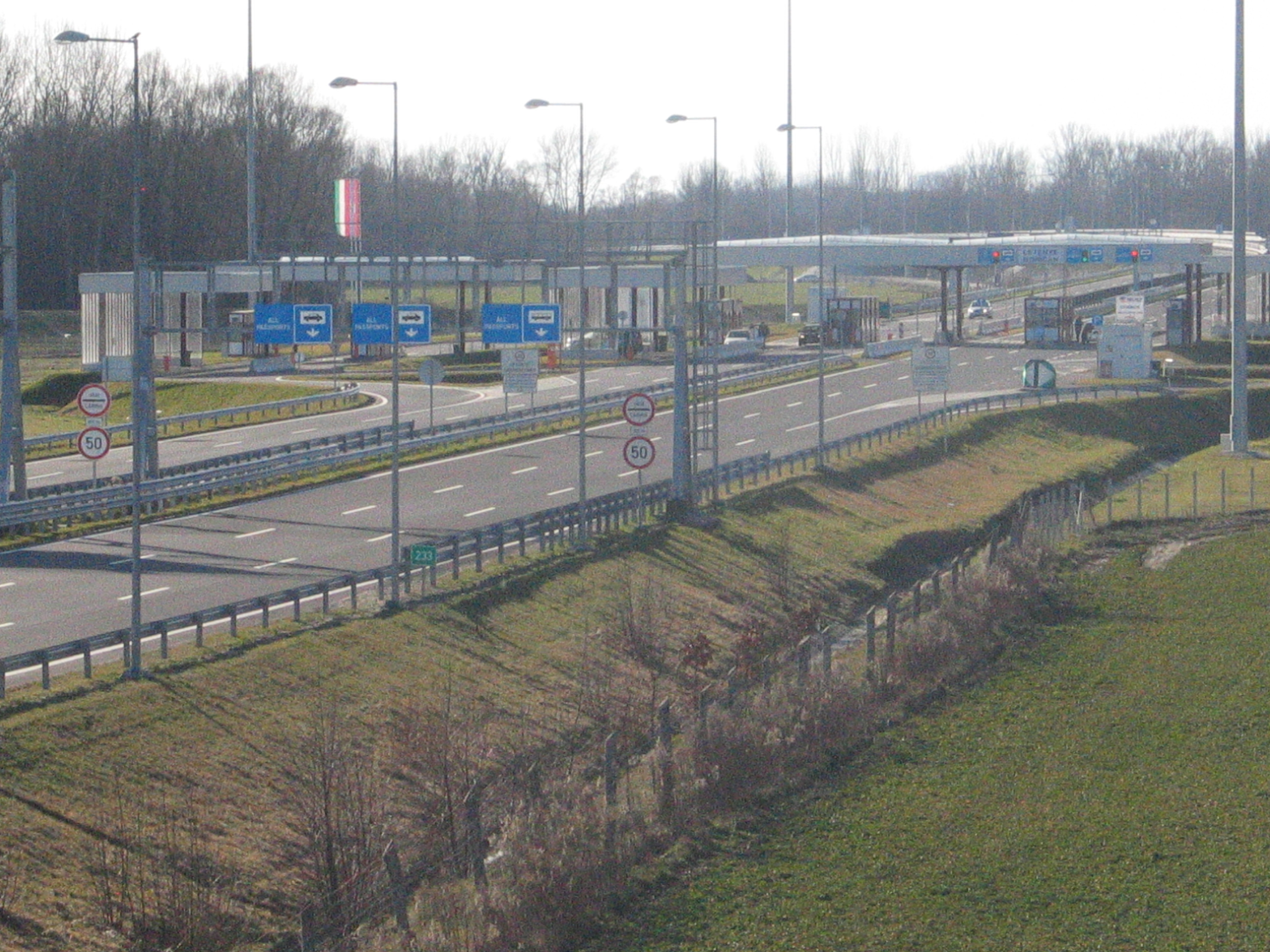
Magyar-horvát határátkelő Letenyénél

Az M7-es autópálya Magyarország legrégebbi autópályája, mely Budapest, a Balaton és a délnyugati magyar-horvát országhatár között teremt korszerű közúti összeköttetést. 

## Nyomvonala
A Budaörsi útból indul Őrmezőnél, majd Gazdagrét és Budaörs mellett halad el, ezen szakasza közös a később épült, Budaörs után leágazó M1-es autópályával. Az M7 mellett fekvő legfontosabb települések: Érd, Székesfehérvár, Siófok, Nagykanizsa. Az M7-es autópálya az V. számú helsinki folyosó része, melynek célja, hogy közúti kapcsolatot létesítsen az adriai kikötők és Kelet-Európa között. A sztráda Letenyétől nyugatra, a 232. kilométerszelvénynél kettéágazik: M7-es a horvát, míg az M70-es ág a szlovén határhoz vezet.
Az autópálya Muracsánynál csatlakozik az horvát A4-es autópályához és a páneurópai V/b folyosó részét képezi, amely összeköti Budapestet Zágrábbal, Horvátország fővárosával és Fiumével, a legnagyobb horvát tengeri kikötővel. Az M7-es befejezése óta lehetőség nyílt Budapestről az Adriai-tengerig folyamatosan autópályán történő utazásra. Partvidéke a magyarok kedvelt turisztikai célpontja.
A horvát határig tartó autópálya utolsó szakasza, beleértve a Zrinski hidat a Mura folyón, 2008. október 22-én készült el. Az út első szakaszai az 1960-as és 1970-es években épültek. Az utolsó szakaszok befejezésére 2001-ben került sor.
Nem sokkal a magyar-horvát határ előtt, Letenye közelében található az autópálya-háromszög az M70-es autópályával, amely közvetlenül csatlakozik a szlovén autópálya-hálózathoz (A5 Lendva – Maribor autópálya). Ezt a szakaszt, akárcsak az M7-es egészét, erősen látogatják a nehéz tehergépjárművek, mivel ez jó közvetlen összeköttetés ad Kelet és Nyugat-Európa közt.
2007. augusztus közepén megnyitották Közép-Európa leghosszabb viaduktját (Kőröshegyi völgyhíd), Kőröshegy közelében, ezzel bezárva az eddig meglévő rést ezen az autópályán. Teljes hossza 1872 m, magassága 88 m. A sebességet radarrendszerrel ellenőrzik. Az irányonként két forgalmi sávos M7-es autópálya 2008. október 22-én készült el.
Az M7-es autópálya hiányának 2007-es megszüntetésével jelentősen csökkent a forgalom a helyi utakon. A nehéz tehergépjárművek levonulhattak a Balaton délnyugati partjáról.

## Története

### Állami beruházás keretében épített szakaszok
1961. október 17-én jelent meg a rendelkezés, mely előírta az akkor még VII. út néven szereplő autópálya első szakaszának megépítését. 1965. április 1-jén helyezték forgalomba az M1–M7 közös budaörsi szakaszát Törökbálintig. 1966. június 17-re megépült a bal pálya Martonvásárig, majd 1971-re Zamárdiig. 1972–1975 között került sor a jobb pálya kiépítésére Törökbálinttól először Székesfehérvárig, majd Aligáig. A Balatonaligától Zamárdiig tartó irányonként egy forgalmi sávos félautópálya, lényegében autóút majdnem harminc éven át, a kétezres évek elejéig üzemelt. Amely a 7-es főút zamárdi szakaszába csatlakozva ért véget – a 7-es főút Budapesttől Zamárdiig tartó szakaszát ezért is nevezték át az autópálya megépítése után 70-es főúttá, hogy ne tévesszék össze az autópályával. 
A pálya építése kezdetben elsősorban kézi erővel történt, 1968-tól vált általánossá a gépesítés. Az eredeti burkolat – a hajdani birodalmi német Reichsautobahn és a NDK-beli sztrádák technológiáját követve – vasbeton lapokból készült, amelyek dilatációs illesztésein a járművek kereke mindig döccent egy kicsit. Az ebből eredő ritmusos „zakatolás” üteméből könnyen lehetett következtetni a járművek sebességére. (A felújítások és bővítések során a burkolatot leaszfaltozták, a zakatolás megszűnt.) A munka lassan haladt. A sztráda növekvő forgalma miatt ezért 1972-ben életbe léptették azt a szabályt, miszerint vasárnaponként délután kettő és este tíz óra között csak Budapest felé lehetett haladni rajta. 
Az M1–M7 1965-ben átadott közös budaörsi szakaszát 1977-1978 között középen kibővítették irányonként további egy sávval a jelenlegi szélességére.
Az M7-es autópálya az 1980-as évekig az E96-os Európai úthálózat számát viselte, majd átnevezték E71-esre.

### A rendszerváltás után épített szakaszok
A rendszerváltás után közel egy évtizedig érdemi fejlesztés nem történt. A kétezres évek elejétől indult meg Balatonaliga és Zamárdi között a hiányzó jobb útpálya, majd az egész autópálya folytatásainak megépítése a horvát és szlovén határ felé, ez idő alatt a meglévő pályaszakaszok betonburkolatainak leaszfaltozása is megtörtént. A pálya későbbi szakaszainak átadása után a 7-es főút fővárostól Zamárdiig tartó szakasza elvesztette a 70-es jelzését és ismét a 7-es főút részévé vált.
| Dátum               | Kezdőpont        | Végpont              | Hossz [km] | Megjegyzés                                                                                       |
| ------------------- | ---------------- | -------------------- | ---------- | ------------------------------------------------------------------------------------------------ |
| 2002. november 11.  | Balatonaliga     | Zamárdi              |            | Jobb pálya megépítése, a meglévő 90 km autóút felújításával és autópályává alakításával          |
| 2004. szeptember    | Becsehely        | Letenye              | 6,5        |                                                                                                  |
| 2005. július        | Balatonszárszó   | Ordacsehi            | 20         |                                                                                                  |
| 2006. március 27.   | Ordacsehi        | Balatonkeresztúr     | 25,7       |                                                                                                  |
| 2006. december 11.  | Becsehely        | Sormás (Eszteregnye) | 4,5        |                                                                                                  |
| 2007. augusztus 8.  | Zamárdi          | Balatonszárszó       | 14,2       | Benne a Kőröshegyi völgyhíddal.                                                                  |
| 2007. augusztus 24. | Nagykanizsa      | Sormás               | 11,3       | Nagykanizsai elkerülő                                                                            |
| 2008. június 26.    | Balatonkeresztúr | Zalakomár            | 21         |                                                                                                  |
| 2008. június 26.    | Érd              | Székesfehérvár       |            | Budapest irányába három forgalmi sávossá bővítés                                                 |
| 2008. augusztus 19. | Zalakomár        | Nagykanizsa          | 15         |                                                                                                  |
| 2008. október 22.   | Letenye          | országhatár          | 0,8        | Benne a Zrínyi híddal, amely a Murán ível át. Így teljessé vált a sztráda Budapesttől Letenyéig. |

2018. február 13-án megkezdődött és 2019. november 29-én átadásra került a jelenlegi 710-es főút, távlati M8 autópálya és M7 csomópont kialakítása. Megépült a csomóponthoz tartozó gyűjtő-elosztó pálya 2060 méteren az M7-es jobb oldalán, a bal oldalán pedig 955 méteren, továbbá összesen 1973 méteren épültek még csomóponti ágak.

## Fenntartása
Az autópálya M0-s autóút és az országhatár közötti szakaszának üzemeltetése és fenntartása 2023. szeptember 1-től a MKIF Magyar Koncessziós Infrastruktúra Fejlesztő Zrt. feladata. Ezt a tevékenységet négy helyen lévő autópálya-mérnökségek biztosítják:
- Martonvásári központ, a 30-as kilométerszelvényben
- Balatonvilágosi központ, a 90-es kilométerszelvényben
- Fonyódi központ, a 150-es kilométerszelvényben
- Eszteregnyei központ, a 219-es kilométerszelvényben

2013-ig az Állami Autópálya Kezelő (Z)rt., 2013 és 2023 között pedig a Magyar Közút Nonprofit Zrt. feladata volt az teljes útszakasz üzemeltetése és fenntartása. Az autópálya fenntartását és üzemeltetését a budapesti bevezetőtől az M0-s autóútig tartó szakasz vonatkozásában továbbra is a Magyar Közút Nonprofit Zrt. látja el.

## Díjfizetés
Az M7-es autópálya országos e-matricával, vagy az alábbi vármegyei matricákkal vehető igénybe:
| Matrica típusa     | Használható szakasz                                        |
| ------------------ | ---------------------------------------------------------- |
| Pest vármegyei     | az Egér úti csomópont és Martonvásár között (7 km – 30 km) |
| Fejér vármegyei    | Pusztazámor és Balatonvilágos között (23 km – 89 km)       |
| Veszprém vármegyei | Polgárdi és Siófok-kelet között (80 km – 98 km)            |
| Somogy vármegyei   | Balatonvilágos és Zalakomár között (90 km – 191 km)        |
| Zala vármegyei     | Sávoly és Letenye (országhatár) között (183 km – 234 km)   |

A Veszprém vármegyei szakasz kiváltható egy Somogy vagy egy Fejér vármegyei matricával.

## Díjmentes szakaszok
2015. január 1-től csak a Budapest határa és az Egér út közti szakasz (5 km – 7 km) használható díjmentesen.

## Fix telepítésű sebességmérők
Az M7-en több fix telepítésű sebességmérővel találkozhatunk:
- M7, bal, 60+090 km-szelvény, TrafficSpot-VÉDA
- M7, jobb, 60+064 km-szelvény, TrafficSpot-VÉDA
- M1/M7 közös bevezető szakasza, bal, 6+284 km-szelvény, TrafficSpot-VÉDA
- M1/M7 közös bevezető szakasza, jobb, 6+300 km-szelvény, TrafficSpot-VÉDA
- M1/M7 közös bevezető szakasza, elválasztó sáv, 10+800 km-szelvény, RAMET AD9-O

## Érdekességek

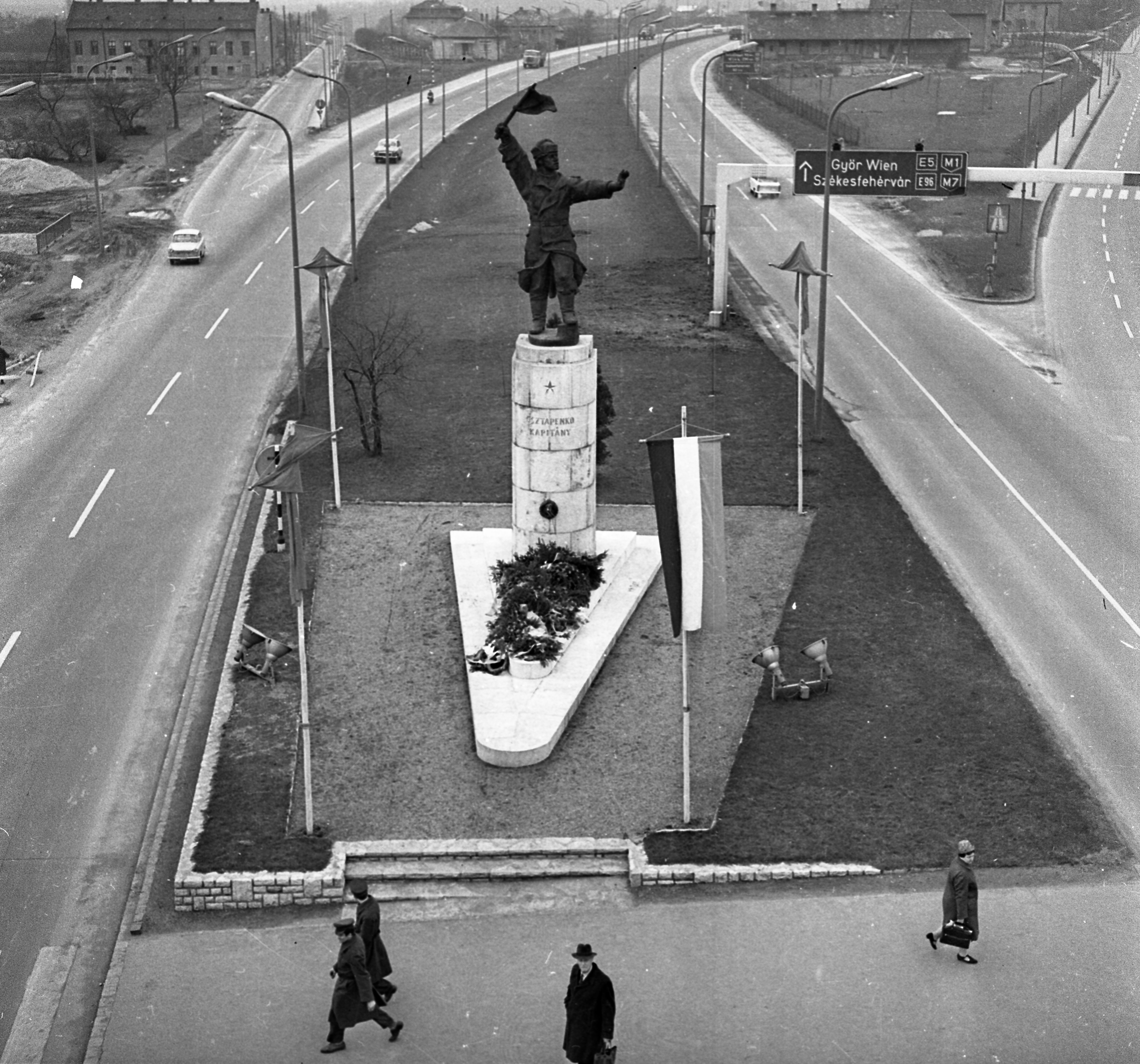
Osztapenko kapitány szobra a Budaörsi út Sasadi úti csomópontjánál 1970-ben

- Az M7-es budapesti kivezetőjénél állt 1951 és 1992 között Osztapenko kapitány szobra, ami jelenleg a Memento Parkban áll. Az idősebb generáció a szobor helyét máig Osztyapenkónak nevezi (a név kiejtése hibásan, ty-vel terjedt el), de a fiatalabb generáció is ezen a néven ismeri, mivel a csomópontnál megnyílt népszerű gyorsétterem neve McDonald’s Osztyapenko.[8][9][10] Időközben erre a részre is új csomópont épült 2016-ra, teljesen megváltoztatva a környék korábbi arculatát.[11]
- Az M7-es része a Kőröshegyi völgyhíd, amely az ország legnagyobb völgyhídja lett: hossza 1872 méter, magassága 120 méter. A völgyhídon a megengedett legnagyobb sebesség 110 km/h.
- A Székesfehérvártól az M0-s csomópontig tartó szakasz 2008. június 26. óta Budapest irányába a szokásos két sávtól eltérően három forgalmi sávos. Ennek megépítésére azért került sor, mert kiszélesítették a Budapest irányú útpályát a kétirányú forgalom elvezetésére, amíg a rosszabb állapotú Balaton felé tartó úttestet felújították. Ezen található Magyarország első előzési sávos autópálya-szakasza. Ebben az esetben az emelkedőkön nem a külső oldalon nyílik a lassú járművek részére kapaszkodósáv, hanem a jobbra tarts elv alapján a belső oldalon a személygépkocsik részére előzési sáv.
- Előzési tilalmat vezettek be a 3,5 tonnát meghaladó tömegű tehergépkocsik részére. A tilalom a következő szakaszokra érvényes:

| Szakaszok                                                       | Kilométerszelvény | Irány        |
| --------------------------------------------------------------- | ----------------- | ------------ |
| M1-M7 elválási csomópont és Pusztazámor-Sóskút csomópont között | 12,2-23           | Letenye felé |
| Székesfehérvárt elkerülő szakasz                                | 57-64             | Letenye felé |

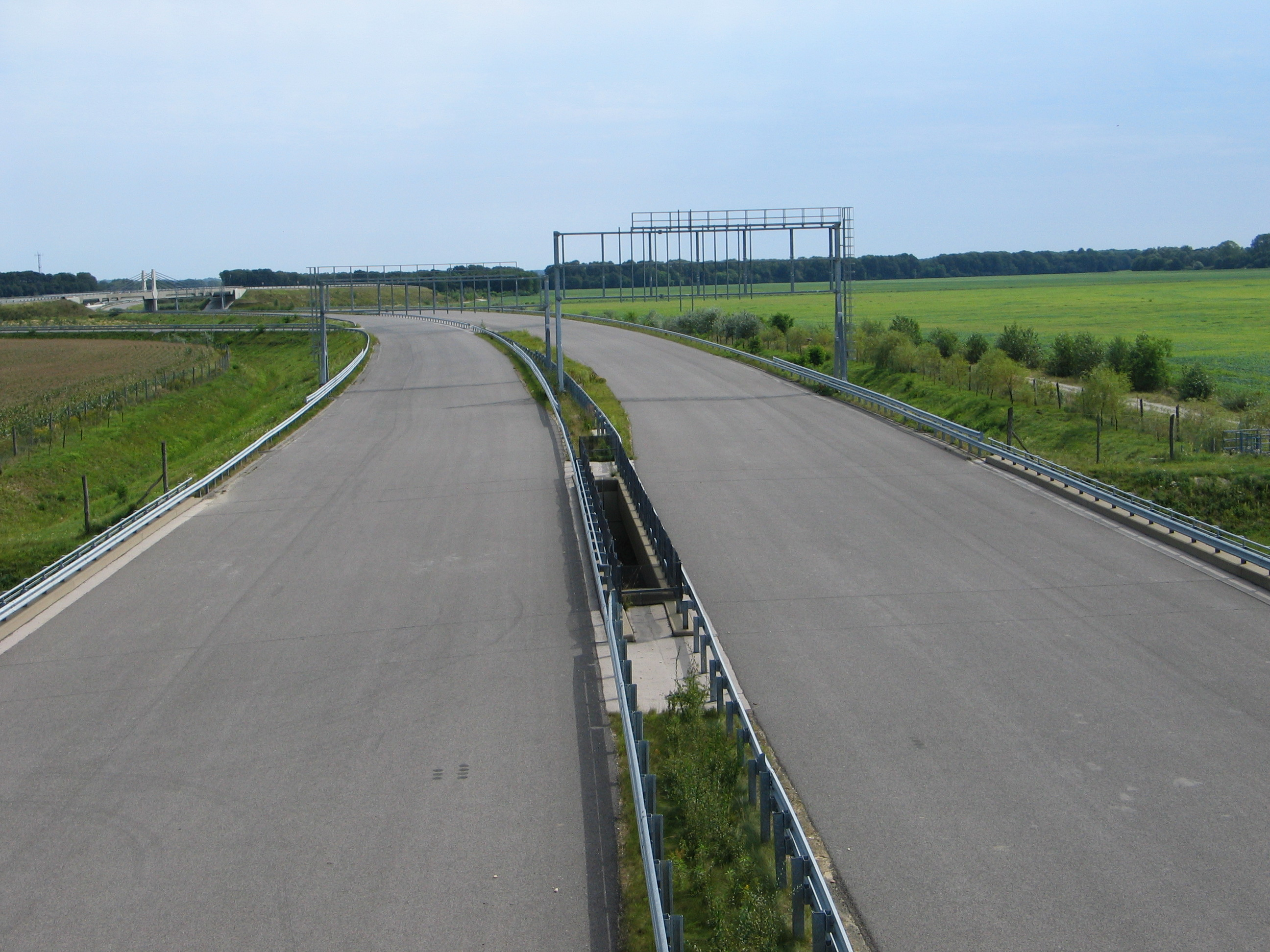
Az M7-es még egykor épülő szakasza az M70-M7 csomópont és a határátkelő között
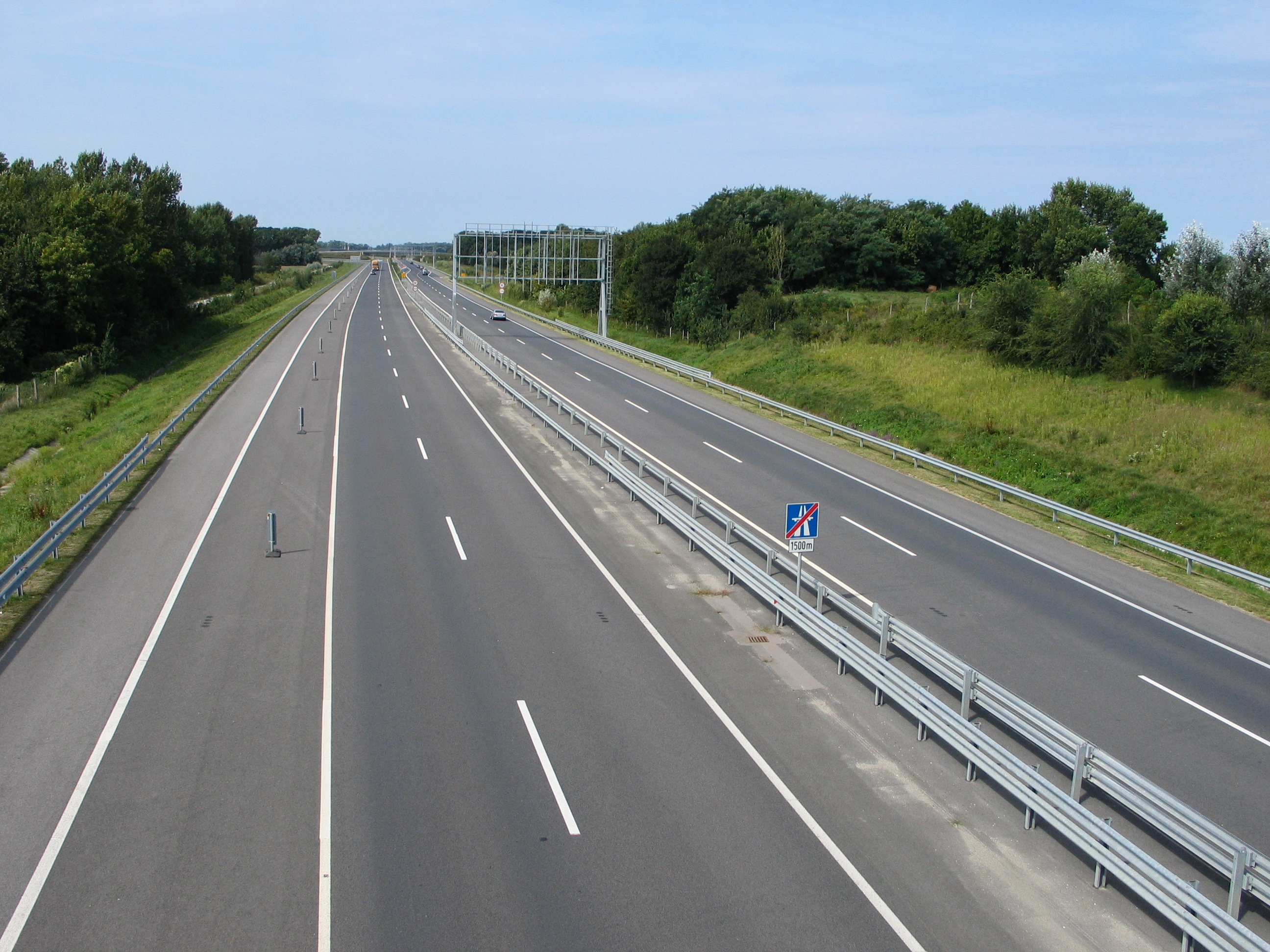
A M7-es Letenyénél
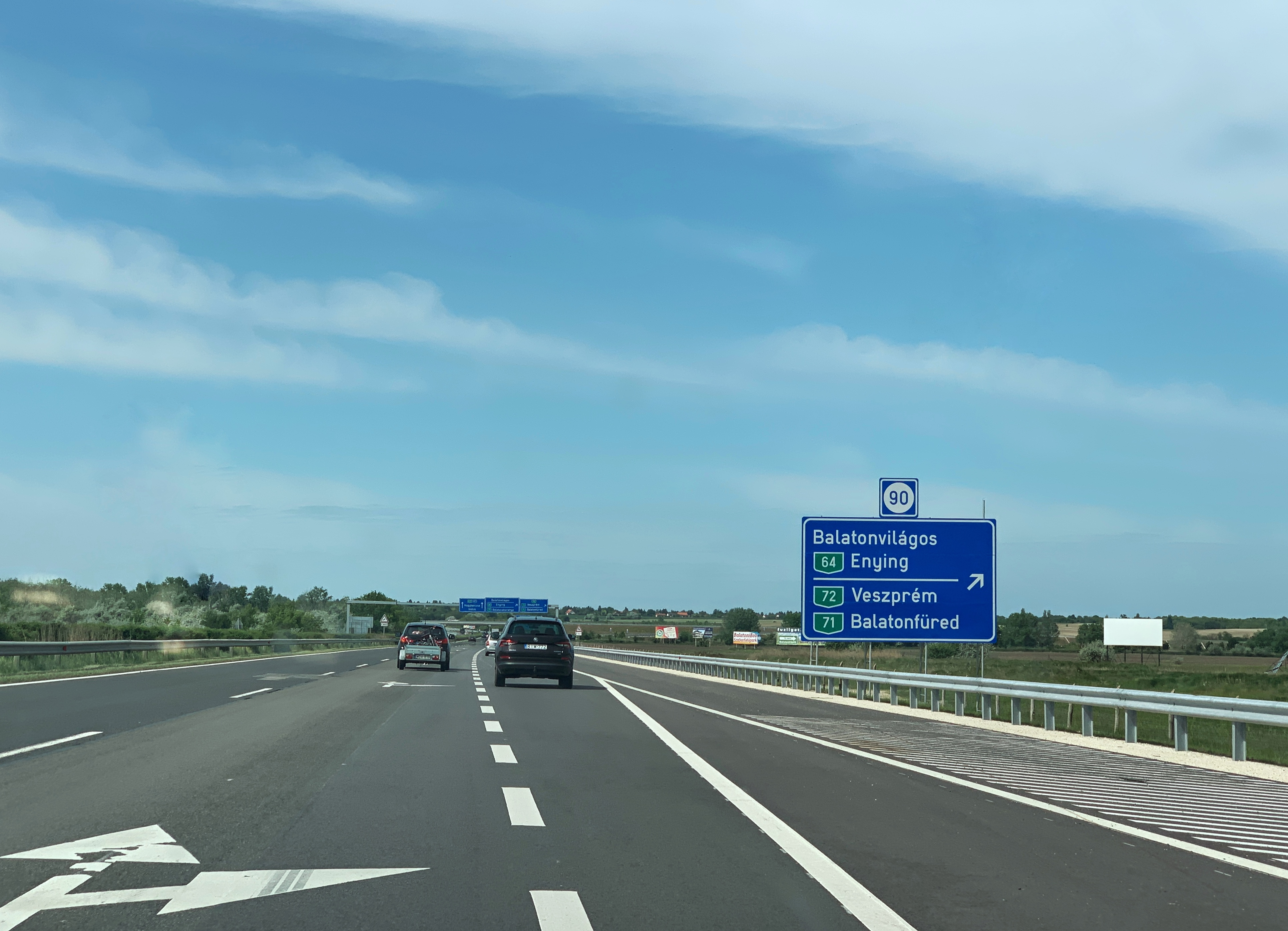
Az M7-es autópálya és a 71-es / 710-es főút csomópontja Balatonfőkajárnál
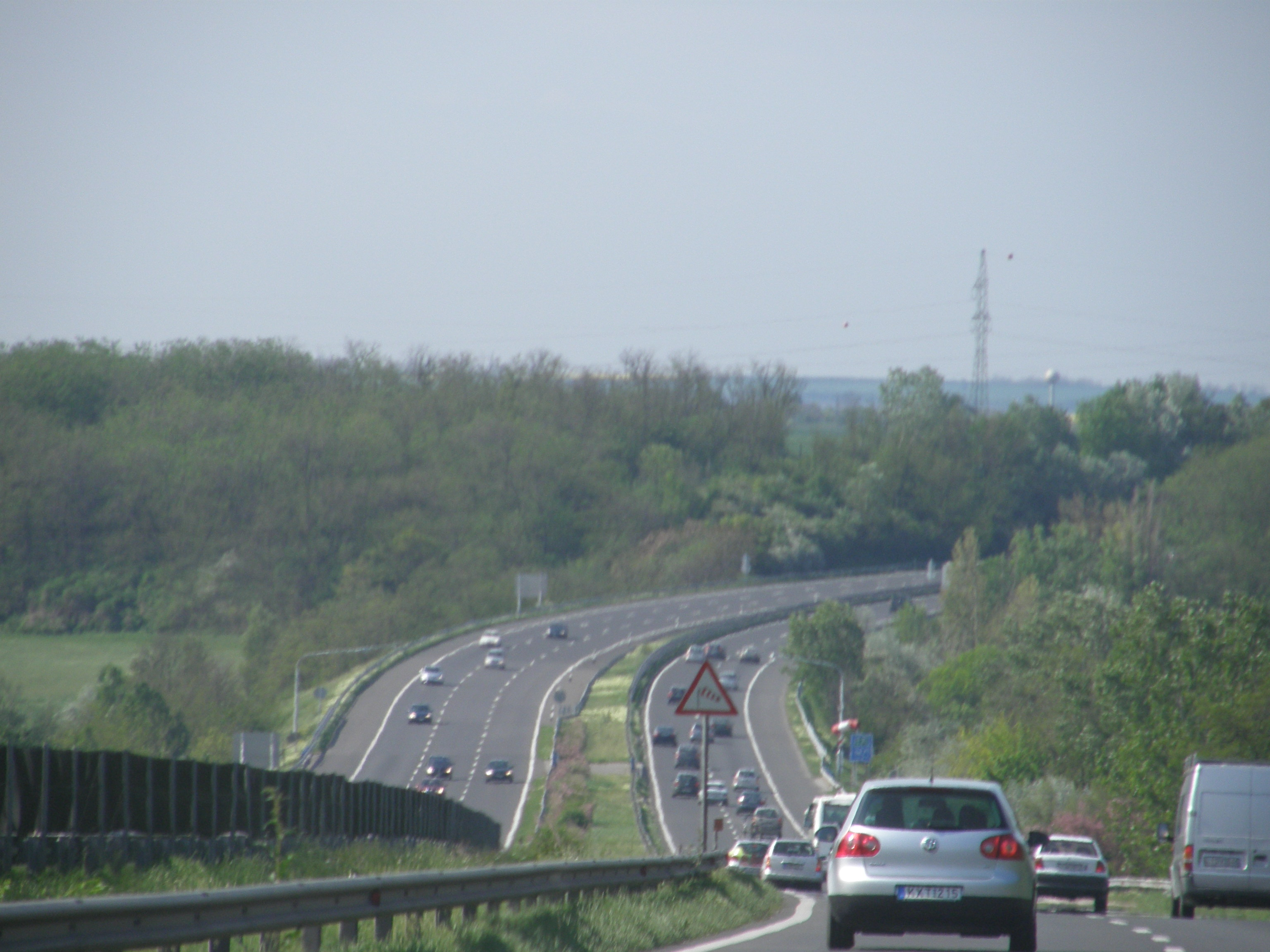
A Székesfehérvár és Budapest közötti szakasz Budapest irányába három sávos